# Armata morska 381 mm Mark I

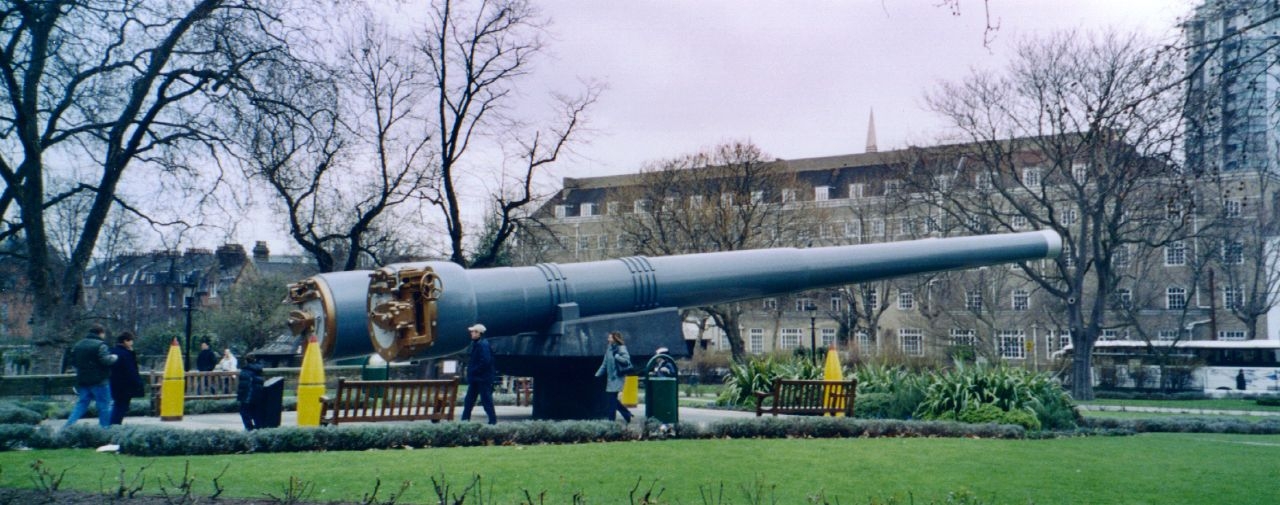
Działa 381 mm Mark I przed Imperial War Museum w Londynie

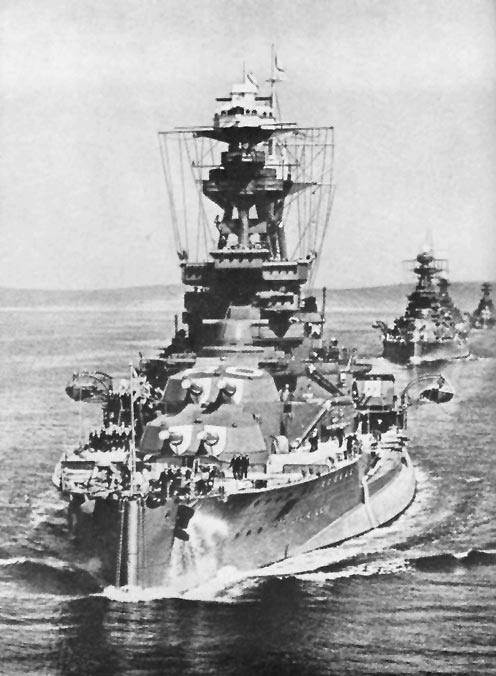
Pancernik HMS „Royal Oak” – widoczne wieże dział 381 mm

Animacja ukazująca schemat ładowania i strzału działa pancernika. Pociski oraz ładunki miotające dostarczane są z magazynów w głębi kadłuba. Wieża spoczywa na barbecie (zaznaczonej czerwonym przekrojem), elementy zaznaczone na niebiesko obracają się wraz z wieżą

Armata morska 381 mm (BL 15 inch Mk I naval gun) – brytyjska armata morska, pierwsza angielska armata o kalibrze 381 mm (15 cali). Najdłużej używane działo w historii Floty Brytyjskiej (Royal Navy), było w służbie w latach 1913-1959. 
Długość lufy wynosiła 42 kalibry (15 cali x 42 = 630 cali). Z armat tego typu wystrzeliwano pociski o masie 871 kg z prędkością wylotową 785 m/s. Maksymalny kąt podniesienia lufy dział stosowanych na okrętach wynosił podczas I wojny światowej 20°, co dawało zasięg 21 702 m, a po modyfikacji przed II wojną światową – 30°, co dawało zasięg 29 720 m. Używane było także na stanowiskach artylerii nadbrzeżnej w Singapurze i Wanstone koło Dover, co pozwalało na większy kąt podniesienia lufy i stosowanie mocniejszych ładunków, co z kolei zwiększało donośność pocisków do ponad 40 km. Lufa z zamkiem ważyła 100 ton.

## Użycie
Armaty te były używane na kilku typach pancerników i monitorów od 1915 r. do ostatniego (zbudowanego) brytyjskiego pancernika HMS „Vanguard”. Razem były w nie uzbrojone 22 okręty.
Okręty uzbrojone w armaty 381 mm Mark I:
- Pancerniki typu Queen Elizabeth – pięć okrętów po osiem dział każdy
- Pancerniki typu Revenge – pięć okrętów po osiem dział każdy
- Krążowniki liniowe typu Renown – dwa okręty po sześć dział każdy
- krążownik liniowy HMS „Hood” – osiem dział
- Krążowniki liniowe typu Courageous(inne języki) – dwa okręty po cztery działa każdy
- Monitory typu Erebus – dwa okręty po dwa działa każdy
- Monitory typu Marshal Ney – dwa okręty po dwa działa każdy
- Monitory typu Roberts – dwa okręty po dwa działa każdy
- Pancernik HMS „Vanguard” – osiem dział (wziętych z przebudowanych „Courageous” i „Glorious”)

## Produkcja
W latach 1912–1918 wyprodukowano 184 działa (oraz 2 prototypowe) i 58 wież, niektóre z nich były zdejmowane z okrętów, odnawiane i montowane ponownie na okręty
- Armstrong Whitworth, Elswick, Newcastle: 34
- Armstrong Whitworth, Openshaw, Manchester: 12.
- William Beardmore & Company, Parkhead, Glasgow: 37
- Coventry Ordnance Works(inne języki), Coventry: 19
- Royal Arsenal, Woolwich: 33
- Vickers Limited, Sheffield: 49

Dwa działa, jedno dawniej z HMS „Ramillies” i jedno z HMS „Resolution” są wystawione na zewnątrz Imperial War Museum w Londynie